# Henryk Guzek
Henryk Guzek (ur. 5 czerwca 1922 w Śremie, zm. 15 czerwca 1988 w Warszawie) – polski aktor operetkowy. Ukończył Szkołę Handlową i Akademię Muzyczną w Poznaniu. 
Debiutował w 1950 w Teatrze Wielkim w Poznaniu i z poznańską sceną związany był do 1970 (z wyjątkiem lat 1957-59). Od 1971 do końca 1981 był solistą Operetki Warszawskiej.

## Filmografia
- 1984: Godność
- 1984: Cień już niedaleko
- 1987: Krótki film o zabijaniu
- 1988: Królewskie sny (odc. 5)